# پردراگ بیلاتس
پردراگ بیلاتس (صربی: Predrag Bjelac؛ زادهٔ ۳۰ ژوئن ۱۹۶۲) یک هنرپیشه اهل صربستان است.
از فیلم‌ها یا برنامه‌های تلویزیونی که وی در آن نقش داشته است می‌توان به هری پاتر و جام آتش و سرگذشت نارنیا: شاهزاده کاسپین اشاره کرد.